# Domen Beršnjak
Domen Beršnjak, slovenski nogometaš in trener, * 15. julij 1981, Ljubljana.
Beršnjak je nekdanji nogometaš, od leta 2018 deluje kot trener. Leta 2006 je bil tudi član slovenske nogometne reprezentance, za katero je enkrat tudi zaigral.